# Scotland Yard jagt Dr. Mabuse
Scotland Yard jagt Dr. Mabuse (trad. Scotland Yard versus Dr. Mabuse) é um filme tedesco de 1963, dirigido por Paul May e estrelado por Peter van Eyck.

## Elenco e personagens
- Peter van Eyck - Major Bill Tern
- Sabine Bethmann - Nancy Masterson
- Dieter Borsche - George Cockstone
- Werner Peters - Inspetor Vulpius
- Klaus Kinski - Inspetor Joe Wright
- Wolfgang Preiss - Fantasma do Dr. Mabuse
- Agnes Windeck - Gwendolyn Tern
- Ruth Wilbert - Pricesa Diana
- Hans Nielsen - Chefe da Scotland Yard
- Albrecht Schoenhals - Sir Robert General Allingham
- Wolfgang Lukschy - Ernest Hyliard
- Walter Rilla - Dr. Pohland (Dr. Mabuse)
- Ady Berber - Hangman
- Albert Bessler - Konservator
- Alfred Braun
- Sigurd Lohde - Briefträger
- Gert Wiedenhofen - Kloppe
- Anneliese Würtz - Rose
- Jürgen Draeger - (não-creditado)
- Joachim Nottke - Voz do Locutor de Rádio (não-creditado)